# Abbaye de Ravensberghe
L'Abbaye de Ravensberghe ou de Ravensberg, encore appelée Houthove, située en Flandre maritime à Merckeghem, dans l'arrondissement de Dunkerque est une abbaye cistercienne fondée au XIIe siècle. Soutenue par les papes successifs, l'établissement prospère rapidement. L'abbaye disparait au moment de la Révolution française.

## Histoire

### Création
Vers 1191, à la fin du XIIe siècle, Christine de Sinneghem (Seninghem), dame de la seigneurie de Ravensberghe, membre de la famille de Seninghem, est la veuve de Willaume Brohon Ier, fils naturel présumé du comte de Flandre Thierry d'Alsace, lequel fut inhumé à proximité dans l'abbaye de Watten. La famille de Seninghem et les seigneurs de Ravensberghe possèdent la majorité des territoires des actuelles communes de Merckeghem, Millam, partie sud de Cappelle-Brouck, le reste des terres ayant été accordé au clergé aux XIe et XIIe siècles, à charge pour celui-ci d'assainir cette zone de marais. Quelques religieuses sont déjà regroupées sur un manoir (grande ferme) dénommé Outhof ou Outhove, situé sur Merckeghem dans la seigneurie de Ravensberghe, qui appartient à Christine de Sinneghem. Christine leur fait don vers 1191 du bâtiment, de terres attenantes, d'un moulin, de l'ordre de trente- huit mesures (environ dix-sept hectares) de terres et de marais à tourbe, afin qu'elles puissent y construire un monastère.
En 1194, la donation de Christine est approuvée par l'archevêque de Reims Guillaume aux Blanches Mains et par l'évêque de Thérouanne ou évêque des Morins, Lambert de Bruges. Le fils de Christine, Guillaume Brohon II, donne également son accord par écrit.
En 1196, le pape Célestin III confirme la donation, annonce la protection du Saint-Siège au couvent, accorde aux religieuses le droit d'élire leur chapelain. Cette intervention pontificale va se répéter à maintes reprises assurant à l'abbaye une protection qui lui permet de se développer.
Le couvent est reçu dans l'ordre de Citeaux. L'abbé de l'abbaye de Clairvaux déclare qu'à la suite de la demande de l'abbé de l'abbaye des Dunes, Ravensberghe est reçu dans cet ordre. L'établissement est placé sous la direction immédiate de l'abbaye de Clairmarais. L'abbaye accepte les novices à partir de l'âge de 16 ans. Toutefois toute nouvelle venue doit apporter une dot. De ce fait, les religieuses appartiennent à des familles aisées
Le monastère bénéficie rapidement de dons ou d'exemptions de taxes cédées par les notables locaux, en particulier les seigneurs de Ravensberghe, les seigneurs de Zinneghem, et la famille détenant la terre de Seninghem, lesquels s'instituent soutiens et protecteurs du nouvel établissement. Les comtes de Flandre successifs la prennent également sous leur protection et lui accordent régulièrement des biens.
En 1200, le comte de Flandre Baudouin VI de Hainaut confirme à l'abbaye de Ravensberghe ses biens.
En 1205, la comtesse de Flandre Mathilde de Portugal, veuve de Philippe d'Alsace, confirme les différentes donations.
Le pape Innocent IV va réitérer quelque temps plus tard la protection accordée à l'abbaye : il menace d'excommunication ceux commettant des violences ou usurpant les biens de l'établissement.
Le prévôt de l'abbaye de Watten contribue à compléter ces différents droits en déclarant que l'abbesse et les religieuses de Ravensberghe ont le droit de nommer et d'instituer leur propre chapelain, sans avoir donc à dépendre d'une quelconque autorité extérieure.

### Évolution
Au début du XIIIe siècle, l'abbaye continue d'être favorisée par de nombreux seigneurs, ainsi les seigneurs de Boiscure (Buysscheure) :  Aélis de Tenremonde, dame de Boiscure, accorde plusieurs biens situés en Flandre en 1209 et Wautier de Boiscure cède une partie de la dîme de Volckerinckhove et d'autres possessions en 1213.
En 1227, l'abbé de l'abbaye des Dunes énumère les dons (redevances, cens) faits par le comte de Flandre Ferrand de Flandre et sa femme, Jeanne de Constantinople. Il déclare qu'en retour, les religieuses doivent faire célébrer un anniversaire pour les âmes de leurs bienfaiteurs, ce que les dames de Ravensberghe vont confirmer par une proclamation faite la même année.
Dès cette époque, l'abbaye dispose de suffisamment de moyens pour consentir des prêts : Wautier, fils d'Aélis de Drincham engage la moitié de la dîme d'Eringhem contre un prêt de cent livres accordé par l'abbaye, sa mère accorde aux moines une rente sur la dite dîme.
En 1230, Grégoire IX confirme l'abbaye dans ses possessions, l'exempte de toute dîme, lui donne le droit de recevoir des biens hérités de ses religieuses, lui accorde l'indépendance par rapport à toute juridiction séculière pour ses biens, octroie aux religieuses l'autorisation d'élire leur abbesse et de célébrer le service divin dans leur monastère.
En 1249, la comtesse de Flandre Marguerite de Constantinople attribue à son tour cent dix mesures (environ 50 hectares) de terre à l'abbaye.
Tous ces dons favorables au couvent ne le préservent pas de toute contestation ou procès : ainsi, en 1273, le curé de Merckeghem, Jean de Rexpoëde, est en conflit avec lui au sujet de certaines dîmes. En 1298, en litige avec le chapitre de Tournai et l'abbaye Saint-Martin de Tournai, à propos de la perception de dîmes (à Mouscron, Reckem, Aelbeke), les parties conviennent de s'en remettre à un arbitrage. Le 12 octobre 1299, l'arbitrage est rendu et le 18 octobre 1299, l'abbé de l'abbaye des Dunes approuve l'accord au nom de l'abbé de Clairvaux.
Un évènement particulier marque la vie de l'abbaye : en 1383, l'évêque de Norwich Henri le Despenser mène une expédition militaire en Flandre (Croisade d'Henri le Despenser) et porte atteinte aux intérêts du comte de Flandre Louis de Male. Le roi de France Charles VI vient au secours du comte et lors de cette campagne loge une nuit à l'abbaye.
Alors que les seigneurs de Ravensberghe s'attachent généralement à favoriser l'établissement, certains se distinguent en lui causant des ennuis : en 1466, Nicolas de Mailly, dit Payen, a des relations orageuses avec l'abbaye : lui et son serviteur Willem Rabat font l'objet d'une condamnation pour violences et outrages envers l'abbesse et les religieuses de Ravensberghe. En 1466, Nicolas de Mailly obtient du duc de Bourgogne comte de Flandre Philippe le Bon des lettres de rémission, entérinées par le conseil de Flandre à Gand.
À partir du XIIIe siècle, les chartes portent au dos une analyse sommaire de l'objet et du contenu ainsi que le numéro occupé par le document dans le cartulaire élaboré à cette époque, il s'agit d'une amorce d'un système archivistique dans la région.
En 1517, Charles Quint délivre à l'abbaye des lettres d'amortissement, contenant le démembrement de toutes les terres et rentes acquises par l'établissement pendant les quarante ans précédents.
En 1525, l'abbé de Clairmarais, Jacques Dupont, malade, se retire en l'abbaye d'Outhove où il décède le 23 mai 1525. Il est ramené à Clairmarais pour y être inhumé
Le 24 juin 1561, l'abbesse Jacqueline de la Tour, vend du consentement de sa communauté, à l'évêque de Saint-Omer, des propriétés et un refuge détenus dans la ville de Saint-Omer, aux fins de création du collège Saint-Bertin, lequel existe encore de nos jours.
En 1568, l'abbaye et l'église voisine de Merckeghem sont pillées lors de la crise iconoclaste liée à la révolte des  Gueux.
En 1653, l'établissement d'Outhove cède un terrain, d'environ deux hectares, détenu à Dunkerque au profit de l'installation d'un couvent de Carmes déchaussés, pour un montant de six mille florins. Cette terre provenait d'un don de la comtesse de Flandre Jeanne de Constantinople, confirmé par sa sœur Marguerite par lettres données à Bruges en novembre 1249. Le paiement pris en charge par un protecteur de l'ordre des Carmes s'effectue par un versement comptant, des traites à échéance  et un tableau d'une valeur de cent livres destiné au maître-autel de l'abbaye. En 1670, l'affaire suscite un litige entre les deux instances religieuses, différend réglé par la passation d'un compromis le 26 mai 1670.
Aux XVIe et XVIIe siècles, à l'instar de la majorité des établissements religieux au cours de leur histoire, l'abbaye mène plusieurs procès contre des possesseurs, laïcs ou religieux, de terres ou de dîmes lui devant des rentes ou autres sommes d'argent ou contestant avoir à le faire.
Au XVIIIe siècle, le couvent s'oppose à l'évêque de Saint-Omer Joseph-Alphonse de Valbelle-Tourves lequel revendique le droit de visiter les novices des abbayes liées à Clairvaux. Il rencontre l'opposition de l'abbesse de Ravensberghe, de l'Abbaye Sainte-Colombe de Blendecques et de l'abbé de l'abbaye de Clairvaux. Le roi tranche en faveur de l'évêque en 1733.
Selon une enquête de 1750, l'abbaye est un des établissements religieux les plus riches de la châtellenie de Bourbourg : elle détient 665 mesures soit environ 300 hectares et bénéficie de 4105 livres de revenus venant de propriétés disséminées à travers la région. Ces biens vont encore augmenter jusqu'en 1792 comme l'indiquent les registres au moment de la disparition de l'établissement. L'abbaye possédait un refuge (habitation destinée à servir de lieu de repli en cas de menaces lors d'une guerre) à Saint-Omer.

## Disparition
En vue des États généraux de 1789, se tient à Bailleul le 31 mars 1789 la réunion des membres du clergé de la Flandre maritime présidée par l'évêque d'Ypres Charles Alexander d'Arberg. L'abbaye est représentée par un dénommé Bertrandi, archidiacre et vicaire général à Saint-Omer.
Le 27 février 1790, en application d'un décret de l'Assemblée nationale en date du 13 novembre 1789, l'abbaye déclare la liste de ses biens et les charges dont le couvent est grevé.
En 1790, la commune de Merckeghem somme les religieuses de faire disparaître les armoiries qui sont dans leur église et les invite à ne plus rentrer dans l'église paroissiale avec des chiens pendant le service divin.
Le 3 novembre 1790 est dressé l'état des meubles, effets et bibliothèque de l'abbaye.
Dès avril 1791, on commence à vendre au profit de la Nation des biens ou les avêties (récoltes sur pieds) venant de l'abbaye.
Le 15 mai 1791, les religieuses demandent au directoire du district de Bergues de leur abandonner un terrain adjacent à leur enclos afin que celles préférant mener la vie en communauté puissent s'y retirer. La municipalité de Merckeghem émet un avis défavorable sur cette demande le 27 juillet 1971. La même année, une novice de l'abbaye réclame la somme qu'elle a versé en entrant dans le couvent , celui-ci ne pouvant plus remplir son office. La suite donnée à ces demandes n'est pas connue.
La dissolution de l'abbaye est notifiée aux religieuses le 15 septembre 1792. Elle compte à cette date 28 religieuses. Celles-ci en sortent le mois même. Elles disposent à cette date d'un revenu de 23334 francs.
Dans la matinée du 14 octobre 1792, un commencement d'incendie a lieu dans le couvent, dont on a commencé à liquider les biens. Les édifices sont vendus et démolis. L'abbaye comptait trois cloches. Elle possédait environ 3 kg d'argenterie (objets sacrés ou d'usage courant). L'argenterie est envoyée au district de Bergues pour être ensuite acheminée à Lille. Une partie des archives est dirigée vers le district de Bergues, le reste est récupéré par des particuliers. De ce fait, elles sont dispersées et seules en subsistent quelques chartes. Certaines ont été envoyées en 1799 à la bibliothèque Richelieu (depuis Bibliothèque nationale de France),.
La vente des biens intervient à la suite du départ des religieuses : les bâtiments du couvent, l'église, les annexes, un moulin, quatre fermes, de l'ordre de 874 mesures de terre (environ 400 hectares). Les acquéreurs sont nombreux, on retrouve un meunier intéressé par le moulin, le prêtre du village et plusieurs agriculteurs des villages des environs.

## Postérité
Au milieu du XIXe siècle, a été retrouvé en Flandre un morceau d'une tapisserie, appartenant à l'abbaye, richement travaillée et ornée, portant des écussons représentant les armes d'un comte de Nieurlet et de son épouse, (Charles Philippe Brigitte Dominique de Guînes de Bonnières, 2e comte de Nieurlet, mort à Saint-Omer le 1er juillet 1743 et Jacqueline Thérèse de Trasegnies sa première épouse, morte le 19 juin 1735) probablement donnée au monastère par le comte qui avait deux sœurs religieuses à Ravensberghe.
En 1855, une ferme située sur Lederzeele, ancienne possession de l'abbaye, rappelait son glorieux passé.
De nos jours, il ne reste qu'une grange en ruines située à l'endroit où s'élevaient les dépendances de l'abbaye. Une poutre se trouvait dans cette grange; elle provenait d'un moulin, portait des gravures et la date 1690. Quelques pierres blanches demeurent à l'emplacement de l'abbaye, deux pilastres de porte se trouvent dans la pâture située sur les lieux.
Selon la légende, un tunnel reliait le couvent à l'abbaye de Watten. Une ancienne installation de drainage soutenue par des voûtes est venue conforter l'hypothèse du tunnel.
Le lieu-dit « Pont l'abbesse » à Lynck serait également lié à l'abbaye, étant situé sur un canal utilisé par l'abbesse de l'abbaye Notre Dame de Bourbourg pour se rendre à Ravensberghe.
Les armes de l'abbaye ont été reprises par le village voisin de Merckeghem.

## Liste des abbesses
Vingt-huit abbesses ont dirigé pendant six siècles l'abbaye de Ravensberghe.
Georges Dupas énumère les dirigeantes successives depuis 1559 : pour les précédentes, ne figurent dans les registres que les prénoms.
La dernière abbesse fut Marie Louise II Buys, nièce de Marie Louise Ire Buys, abbesse entre 1736 et 1762. Marie Louise II Buys succède à Scholastique de Schodt, fille du bourgmestre de Bourbourg, Ignace Benoit De Schodt. Marie Louise II Buys entre en fonctions en 1783.
Marie II Buys était originaire de Dunkerque. En 1792, à la suppression du monastère, elle se réfugie à Bollezeele dans la ferme de la famille Taffin, où elle possède un appartement donné par le propriétaire de la ferme Mr Van Kempen (Taffin est le nom de famille de Françoise de Saint-Omer, fondatrice du couvent des Capucines de Bourbourg; Van Kempen est le nom de l'avant dernière prieure de l'abbaye de Ravensberghe). Elle meurt le 26 novembre 1812, âgée d'environ 73 ans. Elle est enterrée à Bollezeele. Au XIXe siècle, une statue en bois sculpté représentant Bernard de Clairvaux, située dans l'église de Merckeghem porte sur le socle une inscription, en langue flamande, à la mémoire de la dernière abbesse de Ravensberghe.

## Armes
« D'argent, à deux crosses d'azur, confrontées et passées en sautoir, accompagnées de trois oiseaux de sable, posés un en chef et deux en flancs, et en pointe une montagne de sinople ». Dans ces armes, les crosses sont un emblème abbatial, les oiseaux sont des corneilles (ravens) et la montagne (berg) le lieu du monastère. En 1698, l'azur des crosses fut changé et devint de gueules.